# Мира Сорвино
Мира Сорвино (енгл. Mira Sorvino; Тенафлај, 28. септембар 1967) је америчка глумица. Њен отац је познати амерички глумац Пол Сорвино.
Освојила је Оскара и Златни глобус за најбољу споредну глумицу за улогу у Моћној Афродити Вудија Алена (1995).
За свој рад на телевизији била је номинована за Еми награду за најбољу главну глумицу у ограниченој серији или филму за њену улогу Мерилин Монро у Норма Џин и Мерилин (1996), и два пута номинована за Златни глобус за најбољу глумицу – Мини серија или телевизијски филм (2005).

## Биографија
Сорвино је рођена на Менхетну у Њујорку од породице Лорејн Рут Дејвис, драмског терапеута за пацијенте са Алцхајмеровом болешћу и бивше глумице; и Пол Сорвино, глумац и филмски редитељ. Има двоје браће и сестара, Мајкла Сорвина и Аманду. По очевој страни је италијанског порекла.
Одрасла је у Тенафлију у Њу Џерзију, где је писала и глумила у представама у дворишту са својом другарицом из детињства Хоуп Дејвис.
Као дете, на њу је снажно утицала мајка, која је учествовала у Маршу на Вашингтон, да се бави друштвеним циљевима. Сорвино је бриљирала у средњој школи и примљен је на Универзитет Харвард. Студирала је једну годину као студент на размени у Пекингу, Кина, где је течно говорила мандарински.

## Филмографија
| Улоге Мире Сорвино |                                  |               |                   |          |
| Година             | Српски назив                     | Изворни назив | Улога             | Напомена |
| 1985.              | Помахнитала пена                 |               | радница у фабрици |          |
| 1994.              |                                  |               | Сандра Гудвин     |          |
| 1994.              |                                  |               | Марта Ферер       |          |
| 1995.              | Моћна Афродита                   |               | Линда Еш          |          |
| 1996.              |                                  |               | Мерилин Монро     |          |
| 1996.              |                                  |               | Шерон Касиди      |          |
| 1997.              | Роми и Мишел на годишњици матуре |               | Роми Вајт         |          |
| 1997.              |                                  |               | др Сузан Тајлер   |          |
| 1998.              | Резервне убице                   |               | Мег Коберн        |          |
| 1998.              |                                  |               | Селија Бернс      |          |
| 1999.              |                                  |               | Ејми Беник        |          |
| 1999.              | Семово лето                      |               | Диона             |          |
| 2000.              | Велики Гетсби                    |               | Дејзи             |          |
| 2002.              |                                  |               | Мег Кенеди        |          |
| 2002.              |                                  |               |                   |          |
| 2003.              |                                  |               | Фани Чејмберлен   |          |
| 2004.              |                                  |               | Делајла           |          |
| 2005.              | Трговина људима                  |               | Кејт Морозов      |          |
| 2007.              |                                  |               | Рут               |          |
| 2009.              | Последњи темплар                 |               | Теса Чајкин       |          |
| 2022.              | Афтер: После срећног краја       |               | Керол Јанг        |          |